# ليفين أوزتونالي
ليفين ميتي أوزتونالي (بالتركية: Levin Mete Öztunalı)‏ وهو لاعب كرة قدم ألماني في مركز الوسط ولد في يوم 15 مارس 1996 في مدينة هامبورغ في ألمانيا وهو يلعب حالياً مع نادي فيردر بريمين معار من بايرن ليفركوزن وسبق له اللعب مع نادي هامبورغ الرياضي وآينتراخت نوردشتاد ولعب مع منتخب ألمانيا لكرة القدم تحت 20 سنة يبلغ طوله 183 سم وتنحدر أصول اللاعب من تركيا.

## روابط خارجية
- ليفين أوزتونالي على موقع الاتحاد الدولي (مؤرشف)  (الإنجليزية)
- ليفين أوزتونالي على موقع الاتحاد الأوربي (الإنجليزية)
- ليفين أوزتونالي على موقع إي إس بي إن إف سي (الإنجليزية)
- ليفين أوزتونالي على موقع قاعدة بيانات كرة القدم.إي يو (الإنجليزية)
- ليفين أوزتونالي على موقع بيانات كرة القدم. دي إي (الألمانية)
- ليفين أوزتونالي على موقع ليكيب (الفرنسية)
- ليفين أوزتونالي على موقع Soccerbase.com (لاعب) (الإنجليزية)
- ليفين أوزتونالي على موقع Soccerway.com (الإنجليزية)
- ليفين أوزتونالي على موقع عالم كرة القدم.نت (الإنجليزية)
- ليفين أوزتونالي على موقع AS.com (الإسبانية)